# František Kincl
František Kincl (* 2. února 1941 Říčany u Brna) je bývalý český a československý politik KSČ, na konci normalizace poslanec České národní rady a ministr vnitra Československé socialistické republiky.

## Biografie
Pocházel z dělnické rodiny. Vyučil se zedníkem a vystudoval střední průmyslovou školu strojní. Později absolvoval Vysoké učení technické v Brně. Členem KSČ se stal roku 1966. V roce 1965 nastoupil ke Sboru národní bezpečnosti. V období let 1979–1988 zastával funkci náčelníka krajské správy SNB v Ostravě. Před nástupem na ministerskou pozici působil na postu náměstka ministra vnitra ČSSR. Byl rovněž členem Krajského výboru KSČ pro Severomoravský kraj. Bylo mu uděleno Vyznamenání Za vynikající práci.
V říjnu 1988 se stal ministrem vnitra v československé vládě Ladislava Adamce. Na tomto postu setrval do 3. prosince 1989, kdy vláda skončila, respektive prošla rekonstrukcí. Již od 29. listopadu 1989 ale s oficiálním zdůvodněním svého onemocnění úřad ministra fakticky nevykonával. Ve volbách roku 1986 se stal také poslancem České národní rady. Zasedal v ČNR za Severomoravský kraj. Po sametové revoluci se 8. ledna 1990 vzdal mandátu v rámci procesu kooptací do ČNR.
V říjnu 1993 ho Vyšší vojenský soud v Táboře (předseda senátu Jiří Bernát) odsoudil spolu s dalšími předáky předlistopadových bezpečnostních složek na tři roky do vězení za zneužití pravomoci veřejného činitele. Konkrétně mělo jít o použití nezákonné „preventivní izolace“ několika set tehdejších opozičních aktivistů. Trest pak vykonal. Od roku 2002 byl rovněž u soudu v rámci procesu s aktéry Akce Asanace, kdy v 70. letech Státní bezpečnost měla používat tvrdé praktiky při nátlaku na disidenty, směřujícímu k jejich emigraci z ČSSR. Kincl tehdy působil jako náčelník správy StB v Brně.
V květnu 2022 zahájil Úřad dokumentace a vyšetřování zločinů komunismu stíhání Františka Kincla za zvlášť závažný zločin zneužití pravomoci úřední osoby v souvislosti se střelbou na státní hranici Československa. Kincl byl viněn z toho, že v době výkonu funkce ministra vnitra „nepřijal žádné konkrétní opatření“ k tomu, aby bylo příslušníkům Pohraniční stráže zabráněno „použít střelnou zbraň proti osobám, které se neoprávněně pokoušely překročit státní hranice ČSSR a zároveň nijak neohrožovaly příslušníky Pohraniční stráže či jiné osoby“. V roce 2023 bylo trestní stíhání Kicla odloženo, neboť Kincl dle nálezu soudního znalce trpí duševní poruchou.